# كأس السوبر التشيلي 2013
بطولة كأس السوبر التشيلي 2013 هي النسخة الأولى من بطولة كأس السوبر التشيلي، لعب يوم 10 يوليو 2013 في استاد إقليم دي أنتوفاغاستا، بين فريق يونيون إسبانيولا الفائز بالدوري وفريق أونيفرسيداد دي تشيلي الفائز بكأس تشيلي. وقد انتهت المباراة بفوز يونيون إسبانيولا بالمباراة بنتيجة 2–0 ليحصد لقبه الأول في تاريخ البطولة.

## التفاصيل
| يونيون إسبانيولا                                    | 2–0 | أونيفرسيداد دي تشيلي |
| --------------------------------------------------- | --- | -------------------- |
| جوستافو 35' · هيرنانديز 90+1' · هيرنانديز · جوستافو |     | أوسفالدو             |

| يونيون إسبانيولا | أونيفرسيداد دي تشيلي |

| الحكام المساعدون: كارلوس أستروزا فرانسيسكو مندريا الحكم الرابع: روبرتو توبار | قوانين المباراة - 90 دقيقة. - ركلات جزاء ترجيحية إذا استمرت النتيجة متعادلة. - سبعة لاعبين بدلاء يتم تسجيل أسمائهم. - يمكن استخدام ثلاثة منهم على الأكثر. |